# Repelente de animales
Un repelente de animales es una sustancia diseñada para mantener ciertos animales alejados de algunos objetos, zonas, personas, plantas u otros animales. Los repelentes generalmente operan tomando la ventaja de la aversión natural de los animales a algo y a menudo la cosa elegida es alguna que ya el animal ha aprendido a evitar (o que de manera instintiva evita) en su ambiente natural. Por ejemplo, la orina de los depredadores aleja sus presas. Son muy efectivas como repelentes: la orina del tigre, del coyote y del zorro, entre otros. Los compuestos químicos imitan las sustancias que repelen a los animales o son sustancias irritantes, algunos productos químicos combinan estas dos estrategias. Por ejemplo, el fertilizante del césped Milorganite es un repelente efectivo por su olor. Los repelentes pueden clasificarse según dos categorías: olor y gusto. Entre los repelentes que no son productos químicos está la valla electrificada del pastor eléctrico o el alambre con púas. Contra los tiburones se han probado sistemas eléctricos. Las frecuencias altas o ultrasonidos se han probado contra insectos y roedores. Contra las serpientes se ha probado el aceite de laurel, el aceite de trébol y el eugenol. Las raíces de Acacia polyacantha subsp. campylacantha emiten compuestos químicos que repelen a ratas, serpientes y cocodrilos.